# Radmila Šekerinska
Radmila Šekerinska (makedonski: Радмила Шекеринска; Skoplje 10. lipnja 1972.) potpredsjednica je Vlade Republike Makedonije i državna koordinatorica za međunarodnu pomoć. Bila je i vršiteljica dužnosti Predsjednice Vlade Republike Makedonije od 12. svibnja 2004. do 12. lipnja 2004. godine i od 3. studenog 2004. do 15. prosinca 2004. godine.
Radmila Šekerinska je diplomirala 1995. godine na Elektro-inženjerskom fakultetu u Skoplju. Ušla je u Institut za otvoreno društvo Georgea Sorosa i na lokalnim izborima 1996. osvojila mjesto u Skupštini grada Skoplja, nakon čega je na parlamentarnim izborima 1998. godine izborila mjesto u Skupštini Republike Makedonije. Istovremeno je postala dopredsjednica Socijal-Demokratskog saveza Makedonije.
Dana, 4. studenog 2002., Premijer Republike Makedonije postavio ju je za potpredsjednicu Vlade s posebnom odgovornošću za integraciju u EU. Bila je govornica u uspješnoj kampanji Branka Crvenkovskog uoči izbora za Predsjednika Republike Makedonije 2004. godine.